# النصب التذكاري لمارتن لوثر كينغ الابن
النصب التذكاري لمارتن لوثر كينغ الابن هو نصب تذكاري وطني يقع في منتزه ويست بوتوماك بجوار ميدان ناشونال مول في واشنطن العاصمة في الولايات المتحدة. يشغل النصب مساحة أربعة أفدنة (1.6 هكتار) ويحتوي على حجر الأمل، وهو تمثال مصنوع من الغرانيت لزعيم حركة الحقوق المدنية مارتن لوثر كينغ الابن نحت على يد النحات لي يكسين. مصدر إلهام تصميم النصب التذكاري هو سطر من خطاب كينغ «لدي حلم»: «سنُخرج من جبل اليأس، حجر أمل». افتُتح النصب التذكاري للعامة في 22 أغسطس من عام 2011، بعد أكثر من عقدين من عمليات التخطيط، وجمع الأموال، والبناء.
يعد هذا النصب التذكاري الوطني الوحدة رقم 395 في إدارة المتنزهات الوطنية. يقع النصب التذكاري الضخم في الركن الشمالي الغربي من تايدل بيسن بالقرب من نصب التذكاري لفرانكلين ديلانو روزفلت، على خط نظر واحد مع نصب لنكولن التذكاري إلى الشمال الغربي ونصب جيفرسون التذكاري في الجنوب الشرقي. العنوان الرسمي للنصب التذكاري، شارع الاستقلال 1964، جنوب غرب، يحيي النصب ذكرى قانون الحقوق المدنية لعام 1964.
حُدد حفل افتتاح النصب التذكاري في يوم الأحد 28 أغسطس عام 2011، في الذكرى 48 لخطاب «لدي حلم» الذي ألقاه مارتن لوثر كينغ الابن من على مدرجات نصب لنك ولنكولن التذكاري في عام 1963 ولكن أُجِّل حتى 16 أكتوبر (الذكرى السادسة عشر لمسيرة المليون رجل عام 1995 في ناشونال مول) بسبب إعصار آيرين.
على الرغم أنه ليس أول نصب تذكاري لأمريكي أفريقي في واشنطن العاصمة، إلا أن كينغ هو أول أمريكي أفريقي يكرم بنصب تذكاري في ناشونال مول أو بالقرب منه ورابع شخص خارج رؤساء الولايات المتحدة تُحيا ذكراه بهذه الطريقة. تدير إدارة المنتزهات الوطنية النصب التذكاري لكينغ.

## سياق الأحداث
كان مارتن لوثر كينغ الابن (15 يناير 1929-4، أبريل 1968)، رجل دين أمريكي، وناشط، وقائد بارز في حركة الحقوق المدنية، وكان أيقونةً بارزة في النهوض بالحقوق المدنية في الولايات المتحدة وحول العالم، دافع عن استخدام المقاومة اللاعنفية، الأمر الذي استوحاه من المهاتما غاندي. على الرغم أنه كان مراقبًا أثناء حياته من قبل مكتب التحقيقات الفيدرالي بسبب افتراضهم تعاطفه مع الشيوعيين، يُقدم كينغ الآن بصفته قائد بطولي في تاريخ الليبرالية الحديثة في الولايات المتحدة.
في مسيرة الحقوق المدنية إلى واشنطن عام 1963، تخيل كينغ في خطابه «لدي حلم» وجود نهاية لعدم المساواة العرقية. مُجّد هذا الخطاب كواحد من أعظم مقاطع الفصاحة الأمريكية. في عام 1964، أصبح كينغ أصغر شخص يحصل على جائزة نوبل للسلام نتيجة ً لعمله على إنهاء العزل والتمييز العنصري عن طريق العصيان المدني وغيرها من الوسائل اللاعنيفة.
عند وفاته، كان كينغ قد أعاد تركيز جهوده على إنهاء الفقر ومعارضة حرب فيتنام. كان كينغ يدعم إضراب ممفيس من أجل الصرف الصحي وينظم اجتياحًا جماعيًا لواشنطن العاصمة -في حملة الفقراء- عندما اغتيل في ممفيس في ولاية تينيسي في 4 أبريل عام 1968.

## بيان الرؤية
وجاء في بيان الرؤية الرسمية للنصب التذكاري لكينغ:
دافع الدكتور كينغ عن حركة استُمدت بالكامل من عمق إمكانات أمريكا من الحرية، والفرص، والعدالة. تتجسد رؤيته لأمريكا في رسالته المليئة بالأمل وإمكانية وجود مستقبل مبني على الكرامة، والرقة، والاحترام المتبادل؛ رسالة تتحدى كل واحدٍ منا ليدرك أن القوة الحقيقية لأمريكا تكمن في تنوع مواهبها. إن رؤية إقامة نصب تذكاري تكريمًا لمارتن لوثر كينغ الابن هي رؤية تجسد جوهر رسالته، وهي رسالة يؤكد فيها بفصاحة على قيادة السكان للحلم الأمريكي - الحرية والديمقراطية والفرص للجميع؛ مسعى نبيل أكسبه جائزة نوبل للسلام وجعل منه مؤثرًا على الناس والمجتمعات في جميع أنحاء العالم حتى يومنا هذا. عند التفكير، نتذكر أن تفاني الدكتور كينغ طوال حياته لفكرة تحقيق كرامة الإنسان من خلال علاقات عالمية من الخير، ويغرس في داخل كلٍ منا إحساس أوسع وأعمق بالواجب - واجب أن نكون مواطنين مسؤولين ورعاةً وجدانيين للحرية والديمقراطية.
أضاف هاري جونسون، الرئيس والمدير التنفيذي للمؤسسة النصب التذكارية، هذه الكلمات في رسالة نُشرت على الموقع الإلكتروني للنصب التذكاري:
صُور النصب التذكاري لكينغ ليكون مساحة هادئة وسلمية. ومع ذلك، بالاعتماد على خطابات الدكتور كينغ واستخدام لغته الثرية، من المؤكد أن نصب كينغ التذكاري سيغير قلب كل شخص يزوره. في ظل وجود نصب لنكولن التذكاري، والمناظر الخلابة للتايدل بيسن، ونصب جيفرسون التذكاري، سيكون النصب التذكاري مزارًا عامًا حيث سيتاح لأجيال المستقبل من الأمريكيين، بغض النظر عن عرقهم، أو دينهم، أو جنسهم، أو إثنيتهم، أو توجههم الجنسي، زيارته وتكريم الدكتور كينغ.

## مقترح المشروع
جاء النصب التذكاري نتيجةً للجهود المبكرة لمنظمة أخوية ألفا فاي ألفا لإقامة نصب تذكاري لكينغ. كان كينغ عضوًا في الأخوية، وقد انضم إلى المنظمة عن طريق فرع سيغما في 22 يونيو عام 1952، بينما كان يدرس في جامعة بوسطن لإكمال دراساته في الدكتوراه. بقي كينغ منخرطًا في الأخوية بعد ما أنهى دراسته، تضمن ذلك إلقاء الكلمة الرئيسية في مأدبة الذكرى الخمسين للأخوية في عام 1956. في عام 1968، بعد اغتيال كينغ، اقترحت ألفا فاي ألفا إقامة نصب تذكاري دائم لكينغ في واشنطن العاصمة. اكتسبت مساعي الأخوية لإقامة النصب زخمًا في عام 1986، ففي السنة الأولى احتُفل بعيد ميلاد كينغ باعتباره عطلة فدرالية بمناسبة يوم مارتن لوثر كينغ الابن.
في عام 1996، فوض كونغرس الولايات المتحدة وزير الداخلية للسماح لألفا فاي ألفا بإنشاء نصب تذكاري على أراضي وزارة الداخلية في مقاطعة كولومبيا، وأعطيت الأخوية وقتًا حتى نوفمبرعام 2003 لجمع 100 مليون دولار والبدء بالعمل. في عام 1998، أذن الكونغرس للأخوية بإنشاء مؤسسة غير ربحية - مؤسسة مشروع إقامة النصب التذكاري الوطني لمارتن لوثر كينغ الابن في واشنطن العاصمة - لإدارة جمع التبرعات وتصميم النصب التذكاري، وتم الاتفاق على بناء النصب التذكاري في ناشونال مول. في عام 1999، وافقت لجنة الولايات المتحدة للفنون الجميلة (سي إف إيه) والوكالة الوطنية لتخطيط العاصمة (إن سي بّي سي) على موقع النصب التذكاري.
اختُير تصميم النصب التذكاري، من قبل مجموعة روما للتصميم، وهي شركة معمارية مقرها في سان فرانسيسكو، من بين 900 تصميم مرشح من 52 دولة. في 4 ديسمبر عام 2000، وضعت ألفا فاي ألفا لوحةً من الرخام والبرونز لتخصيص الموقع الذي سيُبنى فيه النصب التذكاري. بعد ذلك بوقت قصير، بدأ فريق متفرغ لجمع التبرعات بجمع التبرعات وبحملة ترويجية للنصب التذكاري. أقيم حفل افتتاح رسمي للنصب التذكاري في 13 نوفمبر عام 2006، في منتزه ويست بوتوماك.
في أغسطس عام 2008، قدّر قادة المؤسسة أن بناء النصب التذكاري سيستغرق 20 شهرًا بتكلفة إجمالية قدرها 120 مليون دولار أمريكي. اعتبارًا من ديسمبر عام 2008، جمعت المؤسسة ما يقرب من 108 مليون دولار، تضمنت مساهماتٍ كبيرة من جهات مانحة مثل شركة جنرال موتورز، وتومي هيلفيغر، وأخوية ألفا فاي ألفا، ومؤسسة بيل وميليندا غيتس، ومؤسسة شركة والت ديزني، والرابطة الوطنية لكرة السلة، واتحاد لاعبي الدوري الوطني لكرة القدم الأمريكية، والرابطة الوطنية للوسطاء العقاريين، وصانعَي الأفلام جورج لوكاس وستيفن سبيلبرغ. ويتضمن ذلك الرقم أيضًا 10 ملايين دولار من الأموال المضاهية قدمها كونغرس الولايات المتحدة.
في أكتوبر عام 2009، وافقت الوكالات الفيدرالية على المشروع النهائي للنصب التذكاري وصدرت رخصة البناء. بدأ البناء في ديسمبر عام 2009 وكان من المتوقع أن يستغرق 20 شهرا لينتهي. أجرت المؤسسة جولة صحفية في الأول من ديسمبر عام 2010، حيث كان «حجر الأمل» قد أوشك على الانتهاء. حتى ذلك الوقت، لم يكن قد جمع سوى 108 مليون دولار فقط من تكلفة المشروع البالغة 120 مليون دولار.